# بوكيمون آرت أكاديمي
بوكيمون آرت أكاديمي (بالإنجليزية: Pokémon Art Academy)‏ (باليابانية: ポケモンアートアカデミー)، هي لعبة فيديو من ألعاب الرسم، من تطوير ستوديو هيدسترونغ غيمز البريطانية، ومن نشر نينتندو اليابانية، صدرت في الأسواق سنة 2014، وتعتمد اللعبة على رسم شخصيات البوكيمون وتلوينها.

## المواقع الخارجية
- الموقع الرسمي
 (بالانكليزية)